# Совјетвејв
Совјетвејв је поджанр синтвејв музике који потиче из многих пост-совјетских земаља, првенствено Русије. Карактеришу га теме повезане са Совјетским Савезом и дио је феномена носталгије за Совјетским Савезом.

## Стил
Совјетвејв је заснован на модерним трендовима електронске музике као што су лоу-фај, амбијент и синт-поп, као и на касној електронској музици касног Совјетског Савеза. Музику совјетвејва карактерише нагласак на културним, политичким и научним аспектима живота грађана Совјетског Савеза, са одломцима из образовних филмова и говора совјетских државника који се првенствено користе за стварање носталгијског искуства за слушаоца. Совјетвејв обично одражава снове о свемиру и напретку који су нестали са Совјетским Савезом, заједно са позитивним реминисценцијама из детињства и утопијском, филантропском надом.

## Еминентни извођачи
- Мајак (Маяк)[3][6]
- Электроника 302[3][6]
- Творожное озеро[3]
- Протон-4[6][4]
- Артек Электроника[6]
- Научно-Электронное Музыкальное Объединение (Н.Э.М.О.)[3]
- lilii[7]
- Kirov Reporting[4]
- STEREOYUNOST[4]
- НАУКОГРАД[8]